# Melaky
Melaky is een regio in het noordwesten van Madagaskar. Melaky heeft een oppervlakte van 38.852 km² en 274.399 inwoners. Het gebied grenst in het noorden aan Boeny, in het noordoosten aan Betsiboka, in het oosten aan Bongolava en in het zuiden aan Menabe. De hoofdstad is Maintirano.

## Districten
De regio is verdeeld in vijf districten:
- Ambatomainty
- Antsalova
- Besalampy
- Maintirano
- Morafenobe

## Nationale parken en natuurreservaten
- Maningozareservaat
- Bemarivoreservaat